# Étienne Baudo
Pour les articles homonymes, voir Baudo.
Scènes principales
Orchestre Lamoureux 
Orchestre de l'Opéra-Comique 
Orchestre de l'Opéra national de Paris
Étienne Baudo est un hautboïste et pédagogue français né le 28 février 1903 à Marseille et mort le 30 mai 2001 dans la même ville.

## Biographie
Étienne Baudo naît le 28 février 1903 à Marseille dans la famille d'un vendeur ambulant de poissons. Il travaille dès l'enfance sur le port de Marseille. Sur les conseils de voisins, il entre au Conservatoire de Marseille, puis dans la classe de hautbois de Louis Bleuzet au Conservatoire de Paris dont il termine le cursus en 1924,.
De 1929 à 1950 il est hautbois solo à l'Orchestre Lamoureux et joue également à l'Orchestre de l'Opéra-Comique. De l'entre-deux-guerres aux années 1960, il est membre de l'Orchestre de l'Opéra national de Paris où il tient le hautbois solo lors de la création du Boléro sous la direction de Maurice Ravel avant de se spécialiser dans le cor anglais et de participer à la création du Concerto en sol en 1932, toujours sous la baguette de Ravel. Hans Knappertsbusch le tient en très haute estime et réclame sa présence lors de ses concerts en France. Il refuse la proposition de Charles Munch pour l'Orchestre symphonique de Boston dans les années 1950, donnant la préférence à sa carrière à Paris. Professeur au Conservatoire de Paris il a notamment pour élèves Maurice Bourgue et Lajos Lencsés.
Il est l'époux de Germaine Tortelier, sœur aînée de Paul Tortelier, et le père de Serge Baudo.
Il meurt le 30 mai 2001 à Marseille. 